# Klippenausternfischer

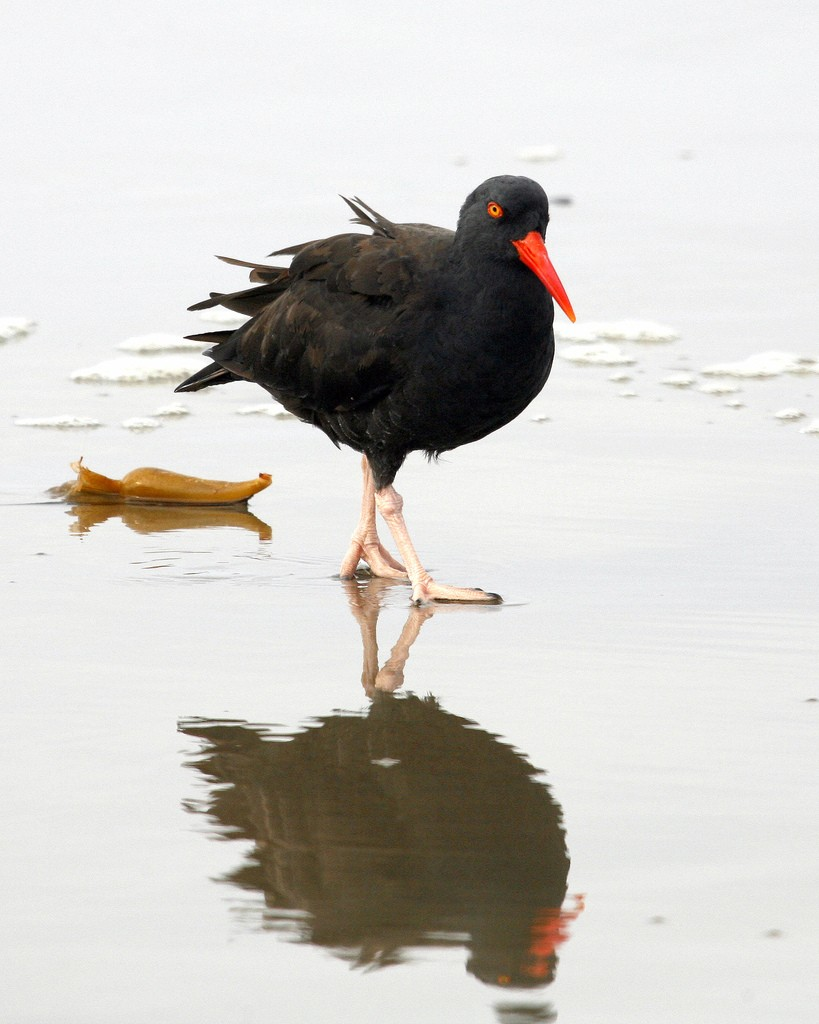
Klippenausternfischer

Der Klippenausternfischer (Haematopus bachmani) ist eine Art aus der Familie der Austernfischer (Haematopodidae). Der wissenschaftliche Artname geht auf John Bachman, einen Freund des Erstbeschreibers, zurück.

## Beschreibung
Der Klippenausternfischer ist ein großer, schwarz gefärbter Watvogel. Er erreicht eine Körperlänge von etwa 44 Zentimeter. Die Flügelspannweite beträgt 80 Zentimeter. Der rote Schnabel wird rund 9 Zentimeter lang. Die Beine sind rosafarben. Die Iris ist leuchtend gelb und von einem roten Augenring umgeben. Die Gefiederfarbe variiert von Region zu Region. Je weiter nördlich man geht umso dunkler wird die Färbung.

## Ernährung
Der Klippenausternfischer ernährt sich hauptsächlich von Wirbellosen, Muscheln, Meeresschnecken und Krebsen, die er in der Gezeitenzone sucht. Er benutzt seinen kräftigen Schnabel um die Beute aus ihren Panzern zu bekommen.

## Verbreitung und Lebensraum
Der Klippenausternfischer bewohnt die nordamerikanischen Küstengebiete von den Aleuten im Norden bis nach Niederkalifornien im Süden. Sein Verbreitungsgebiet überschneidet sich mit dem des Braunmantel-Austernfischers. Er entfernt sich nie weit von der Küste. Es werden steinige, klippenreiche Küsten mit ruhigen Buchten bevorzugt.

## Fortpflanzung
Der Klippenausternfischer ist während der Brutzeit territorial veranlagt. Die napfartigen Nester werden nahe der Küste gebaut. Das Nest wird mit kleinen Steinen und mit Muschelschalen ausgelegt. Das Gelege besteht aus 2 bis 3 Eiern. Die Eiern überstehen sogar kurze Zeiten unter Wasser. Das Gelege wird rund 26 bis 28 Tage lang bebrütet. Die Jungvögel sind in der Lage das Nest schon nach nur einem Tag zu verlassen. Nach 40 Tagen sind die Jungvögel flügge, bleiben aber meist noch bis zur nächsten Brutzeit im Revier der Eltern.

## Gefährdung
Obwohl die Gesamtpopulation auf nur 9.000 bis 11.000 Tiere geschätzt wird, wird die Art in der Roten Liste der IUCN als „nicht gefährdet“ geführt. Die Art ist eine Kennart der nördlichen Pazifikküste und wird vom U.S. Fish & Wildlife Service als besonders schützenswert angesehen.